# Gouvernement Torres
 Îles Canaries
Clavijo I Clavijo II
Le gouvernement Torres est le gouvernement des îles Canaries entre le 18 juillet 2019 et le 15 juillet 2023, durant la Xe législature du Parlement des Canaries. Il est présidé par Ángel Víctor Torres.

## Historique
Dirigé par le président du gouvernement Ángel Víctor Torres, ce gouvernement est constitué d'une coalition allant de la gauche au centre gauche nationaliste entre le Parti socialiste des Canaries-PSOE (PSOE Canarias), Nueva Canarias (NC), Podemos et le Groupement socialiste gomérien (ASG). Ensemble, ils disposent de 52,9 % des sièges du Parlement des Canaries
Il est formé à la suite des élections canariennes du 26 mai 2019 qui voient la montée du PSOE, le maintien de la Coalition canarienne, du Parti populaire des Canaries et de Nueva Canarias, le recul de Podemos et l'irruption du parti Ciudadanos au parlement régional.
Après des tensions induites par la nomination de Conrado Domínguez, ancien directeur du Service canarien de la santé (SCS) sous le gouvernement précédent de centre-droit de la Coalition canarienne, au poste de coordonnateur du comité de gestion de l'urgence sanitaire induite par la pandémie de Covid-19, la conseillère à la Santé Teresa Cruz est relevée de ses fonctions par Torres le 26 mars 2020 et l'intérim confié au conseiller aux Administrations publiques,,. La conseillère à l'Éducation María José Guerra remet sa démission le 25 mai 2020 en raison de l'opposition de deux syndicats majoritaires à son plan de retour progressif des élèves dans les établissements scolaires et après l'annonce de la démission de Gregorio Cabrera, directeur général à l'Organisation, à l'Innovation et à la Qualité,,. L'intérim est assuré par le conseiller à la Transition écologique.

## Composition

### Initiale (18 juillet 2019)
| Fonction | Titulaire | Titulaire                                                                      | Parti   |
| --- | --------- | ------------------------------------------------------------------------------ | ------- |
| Président |           | Ángel Víctor Torres Pérez                                                      | PSOE    |
| Vice-président Conseiller aux Finances, aux Budgets et aux Affaires européennes                                      |           | Román Rodríguez Rodríguez                                                      | NC      |
| Conseiller aux Administrations publiques, à la Justice et à la Sécurité Secrétaire du Conseil de gouvernement        |           | Julio Manuel Pérez Hernández                                                   | PSOE    |
| Conseillère aux Droits sociaux, à l'Égalité, à la Diversité et à la Jeunesse                                         |           | Noemí Santana Perera                                                           | Podemos |
| Conseillère à la Santé                                                                                               |           | María Teresa Cruz Oval (jusqu'au 26/03/2020) Julio Manuel Pérez Hernández a.i. | PSOE    |
| Conseillère à l'Éducation, à l'Enseignement supérieur, à la Culture et aux Sports                                    |           | María José Guerra Palmero (jusqu'au 26/05/2020)                                | Sans    |
| Conseillère à l'Éducation, à l'Enseignement supérieur, à la Culture et aux Sports                                    |           | José Antonio Valbuena Alonso a.i.                                              | PSOE    |
| Conseillère à l'Économie, à la Recherche et à l'Emploi                                                               |           | Carolina Darias San Sebastián (jusqu'au 12/01/2020) Elena Máñez Rodríguez      | PSOE    |
| Conseillère à l'Agriculture, à l'Élevage et à la Pêche                                                               |           | Alicia Vanoostende Simili                                                      | PSOE    |
| Conseillère au Tourisme, à l'Industrie et au Commerce                                                                |           | Yaiza Castilla Herrera                                                         | ASG     |
| Conseiller aux Travaux publics, aux Transports et au Logement                                                        |           | Sebastián Franquis Vera                                                        | PSOE    |
| Conseiller à la Transition écologique, à la Lutte contre le changement climatique et à la Planification territoriale |           | José Antonio Valbuena Alonso                                                   | PSOE    |

### Remaniement du 20 juin 2020
| Fonction | Titulaire | Titulaire                                       | Parti   |
| --- | --------- | ----------------------------------------------- | ------- |
| Président |           | Ángel Víctor Torres Pérez                       | PSOE    |
| Vice-président Conseiller aux Finances, aux Budgets et aux Affaires européennes                                      |           | Román Rodríguez Rodríguez                       | NC      |
| Conseiller aux Administrations publiques, à la Justice et à la Sécurité Secrétaire du Conseil de gouvernement        |           | Julio Manuel Pérez Hernández                    | PSOE    |
| Conseillère aux Droits sociaux, à l'Égalité, à la Diversité et à la Jeunesse                                         |           | Noemí Santana Perera (jusqu'au 15/06/2023)      | Podemos |
| Conseiller à la Santé                                                                                                |           | Blas Gabriel Trujillo Oramas                    | PSOE    |
| Conseillère à l'Éducation, à l'Enseignement supérieur, à la Culture et aux Sports                                    |           | Manuela de Armas Rodríguez                      | PSOE    |
| Conseillère à l'Économie, à la Recherche et à l'Emploi                                                               |           | Elena Máñez Rodríguez                           | PSOE    |
| Conseillère à l'Agriculture, à l'Élevage et à la Pêche                                                               |           | Alicia Vanoostende Simili (jusqu'au 15/06/2023) | PSOE    |
| Conseillère au Tourisme, à l'Industrie et au Commerce                                                                |           | Yaiza Castilla Herrera                          | ASG     |
| Conseiller aux Travaux publics, aux Transports et au Logement                                                        |           | Sebastián Franquis Vera                         | PSOE    |
| Conseiller à la Transition écologique, à la Lutte contre le changement climatique et à la Planification territoriale |           | José Antonio Valbuena Alonso                    | PSOE    |